# 러쉬 (기업)
러쉬(Lush)는 영국 도싯 주의 풀에 본사를 두고 있는 화장품 소매업으로 영국의 두피모발 전문가인 마크 콘스탄틴 (Mark Constantine)과 뷰티 테라피스트인 리즈 위어 (Liz Weir)에 의해 설립되었다. 영국 풀의 한 미용실에서 처음 만난 둘은 몇 년 후, 자연친화적인 헤어와 미용 제품을 판매하는 사업을 시작하기로 마음먹는다.

## 러쉬코리아
러쉬는 전 세계적으로 51개국에서 935개 매장을 운영하고 있다. 현재 대한민국에는 71개의 러쉬 매점이 있고, 경기도에 15개, 경상남도 4개, 광주광역시에 2개, 대구광역시에 3개, 대전광역시에 3개, 부산광역시에 3개, 서울특별시에 33개, 울산광역시에 3개, 인천광역시 3개, 전라북도 1개, 충청남도 1개, 충청북도 1개에 매장이 위치하고 있다. 그 중 러쉬스파는 총 2곳으로 서울의 경리단길, 압구정에 위치해있다.

## 역사

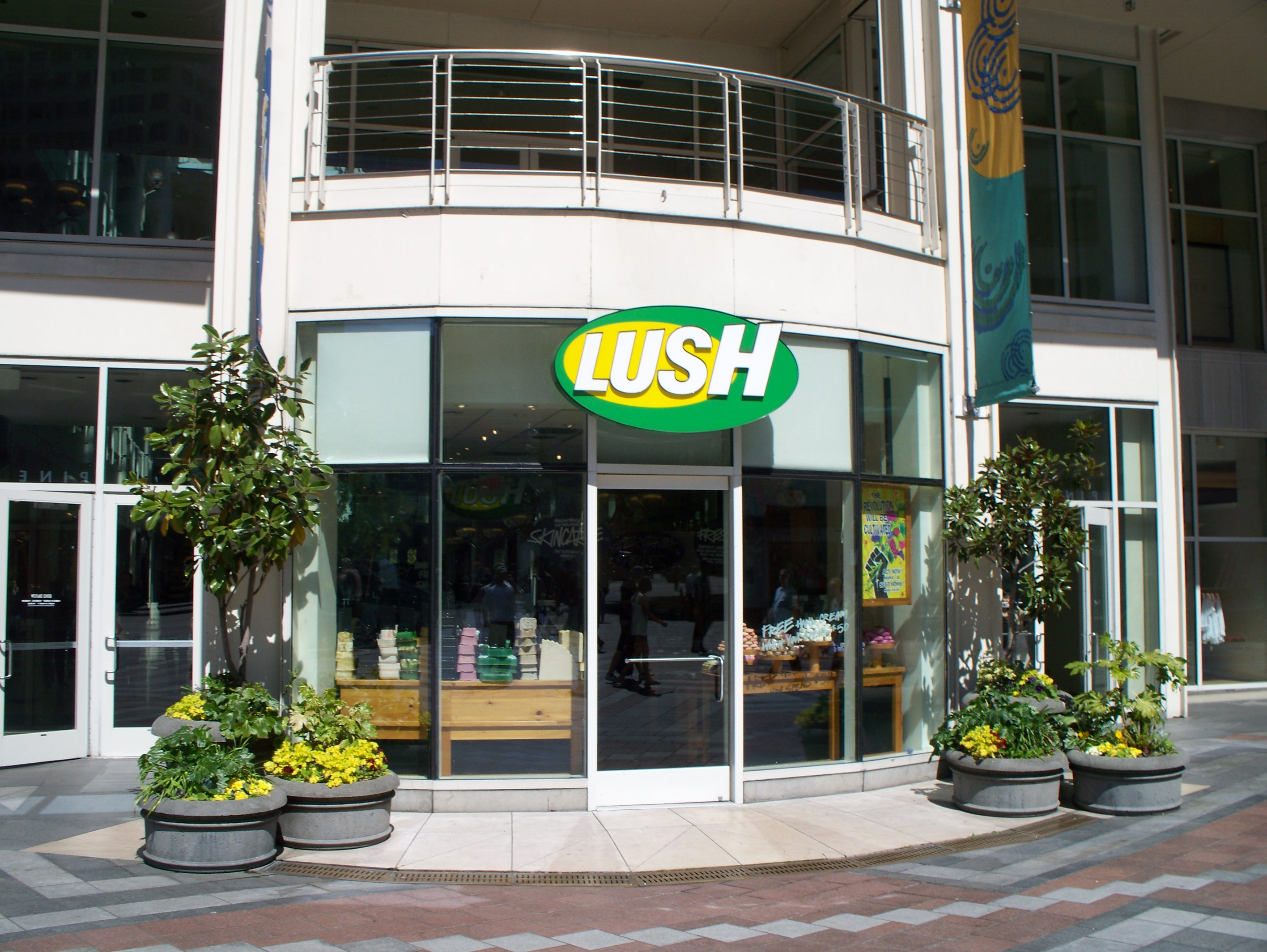
러쉬 웨스트레이크 센터점

러쉬의 설립자이자 허브 치료사인 마크 콘스탄틴 (Mark Constantine)과 엘리자베스 위어 (Elizabeth Weir)는 미용 요법에 관심을 갖고 있었고 콘스탄틴 & 위어 (Constantine & Weir)라는 회사를 설립하게 된다. 80년대 초반에 콘스탄틴은 The Body Shop을 막 시작한 아니타 로딕 (Anita Roddick)에 대해 읽게 되는데 그 후, 그는 그녀에게 연락해 그의 제품 중 일부를 제공하기로 한다. 아니타의 1,200 파운드어치의 주문을 시작으로, 콘스탄틴 & 위어는 목욕 및 뷰티 제품에 대한 여러 가지 기술을 개발했으며 후에는 더바디샵(The Body Shop)의 주요 공급 업체가 되었다. 그러자 더바디샵 (The Body Shop)은 코스타틴 & 위어의 기술에 대한 권리를 1100만 파운드를 주고 사고 이 시점에서 바디샵 (Body Shop)은 제품과 관련된 기술을 구입하기로 결정하게 된다.
바디 샵 (Body Shop)의 제품 관련 기술 구매로 마크와 리즈 (Mark and Liz)는 5년 동안 다른 소매점을 개설하지 못하게 되었고 이는 코스메틱투고 (Cosmetics-To-Go)라는 우편 주문 화장품 회사를 설립하는 계기가 됐다. 결국 크램다운 상태가 됐지만 성공적인 사업이었다. 회사는 파산했고 제품 공식과 " 코스메틱투고 (Cosmetics-To-Go)"는 풀의 누군가에게 인수된다.
바디 샵 (Body Shop)의 제품 수식 구매로 마크와 리즈 (Mark and Liz)는 5년 동안 다른 소매점을 개설하지 못하게하여 Cosmetics-To-Go라는 우편 주문 화장품 회사를 설립했다. 그것에 노력을 쏟았고, 결국 성공했지만 복잡한 벤처 기업이었다. 회사는 관리에 들어서고 제품 관련 기술과 Cosmetics-To-Go라는 이름을 가진 Poole의 누군가에게 판매했다. Mark and Liz는 Mo Constantine, Helen Ambrosen, Rowena Bird 및 Paul Greaves와 함께 Cosmetics-To-Go에서 신선한 과일과 채소에 남긴 돈을 시장에서 보냈다. 풀 (Poole)에 있는 가게에서 그들은 아래층에서 팔리고 있던 위층에 손으로 만든 제품을 수작업으로 배달한다. 그들은 이전에 다른 회사에 제품 향수를 제안했지만 향수가 항상 순수한 것은 아니므로 Mark는 향수를 직접 만들겠다고 결정했다. 고객이 회사에 새로운 이름을 부여하기위한 경쟁이 시작되었다. 한 고객이 LUSH를 제안했는데 LUSH는 신선하고 싱싱하고 푸르다는 정의를 가지고 있다.
2010년 12월, Mark와 Mo Constantine은 미용 업계에서 새해 수상 후보에 올라 대영제국 훈장을 수상했다.

## 사업 구조
러쉬는 지인들과 가족들로 이루어져 있는 소수의 주식을 소지한 비공개 회사로, 주로 파트너십을 기반으로 성장하는 합자회사이다.

## 제품

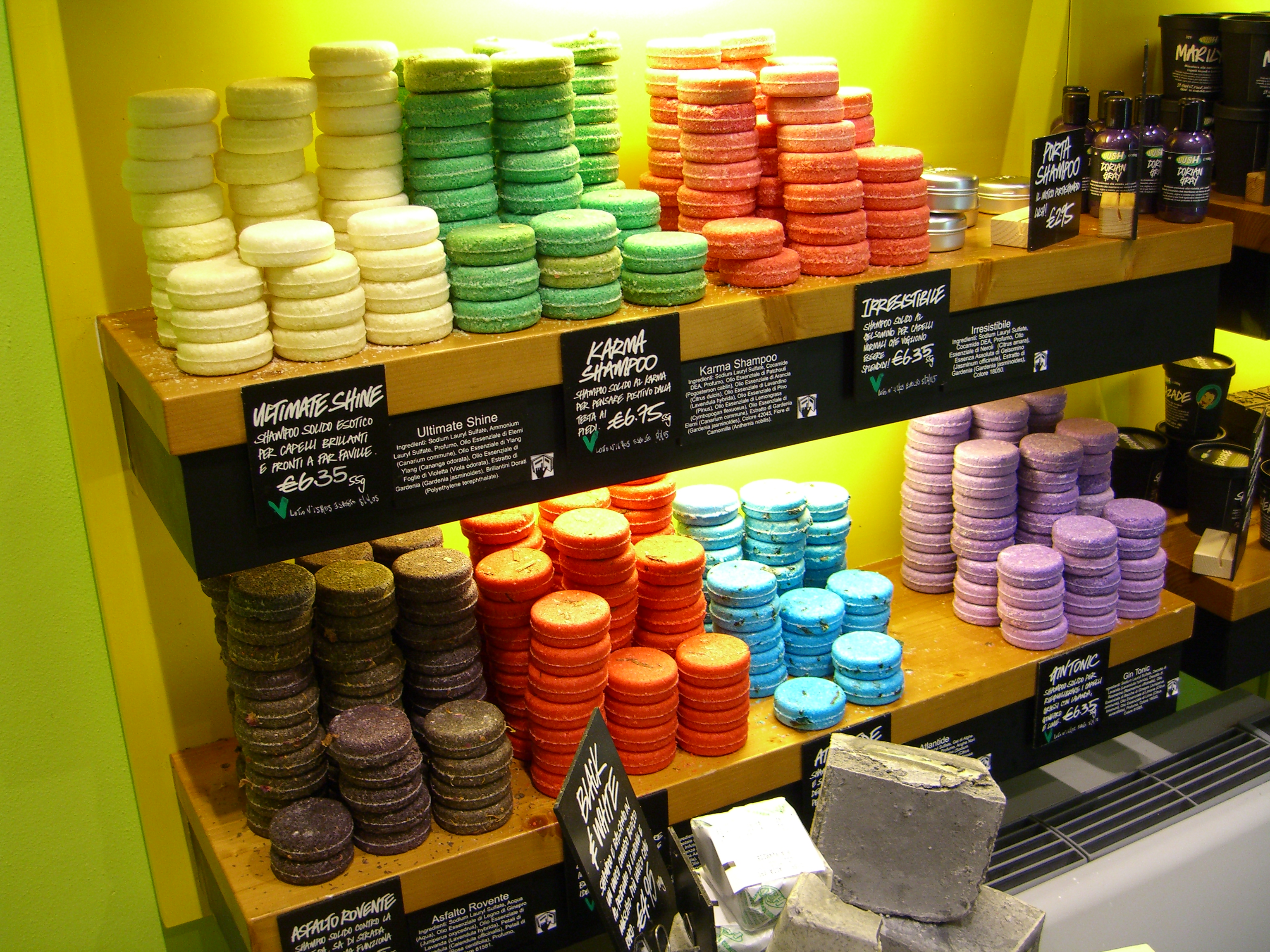
전시돼있는 샴푸바

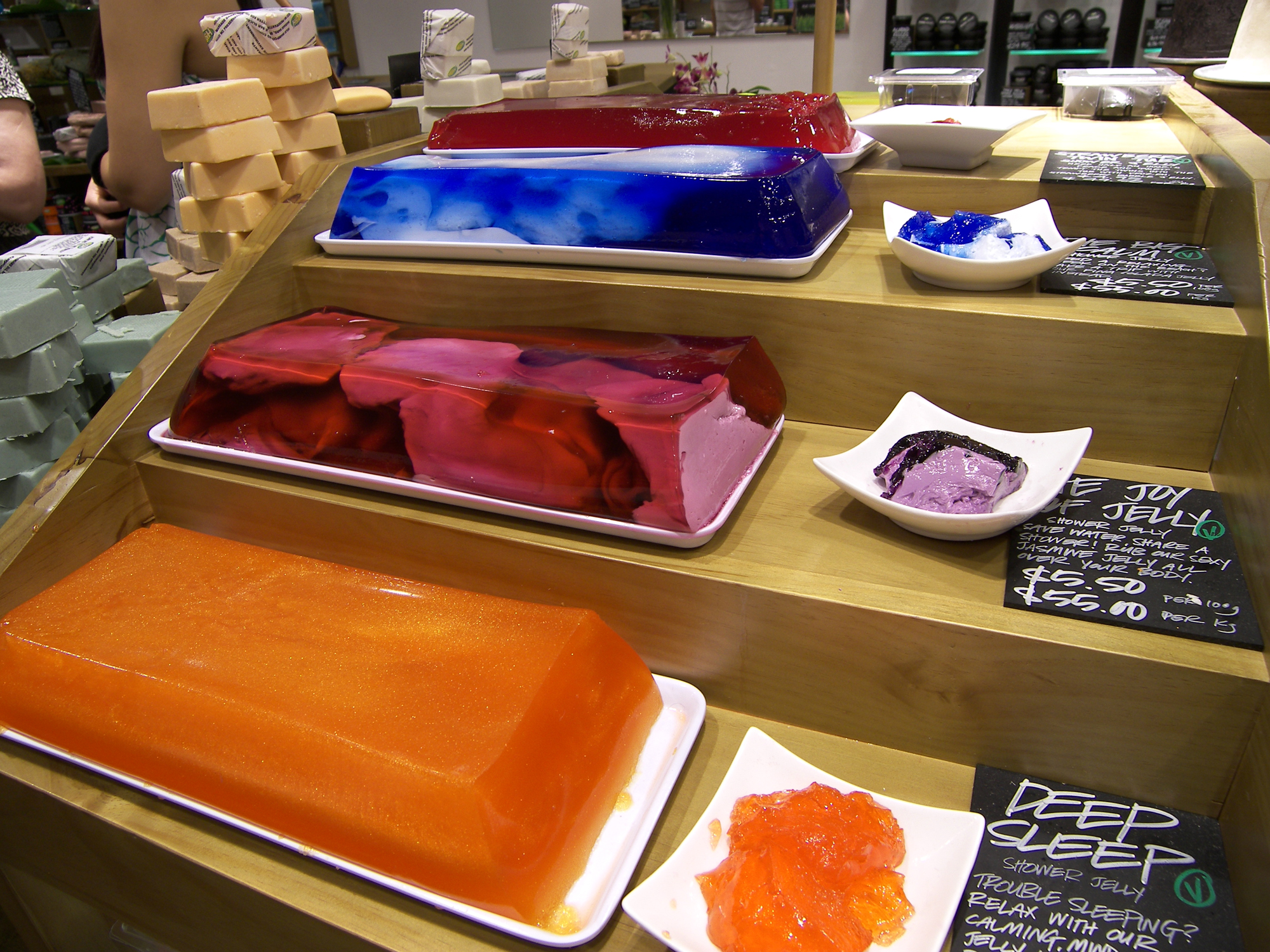
러쉬 샤워 젤리

러쉬는 오직 채식주의 조리법만을 사용하여 얼굴, 머리카락, 그리고 몸을 위한 크림, 비누, 샴푸, 샤워 젤, 로션, 모이스춰라이저 (보습제), 스크럽, 마스크, 그리고 그 외의 다양한 화장품 등의 상품들을 생산한다. 알약 형태의 고체 치약인 “투티 탭스”(Toothy Tabs) 뿐만 아니라 고체 샴푸도 온라인 및 매점에서 구입할 수 있다.
러쉬는 배쓰밤으로도 알려져 있는데 배스 밤은 탄산 수소 나트륨, 시트르산, 정유, 천연 버터 등으로 만들어진 고체로, 물에 닿았을 때 쉬익 소리를 내며 거품이 일게 하고 다양한 색을 낸다. 2012년 7월, 러쉬는 액체 립스틱, 액상 아이 라이너 및 크림 섀도우를 포함하는 "Emotional Brilliance"메이크업 컬렉션을 판매하기 시작했다. 또한 "Emotional Brilliance"라인에서 첫 번째 마스카라 인 Eyes Right를 출시하기도 했다.
러쉬는 100% 채식주의 상품만 생산하고 판매한다. 이 제품들은 주로 자몽즙, 바닐라 열매, 아보카도 버터, 로즈마리 오일, 신선한 파파야와 코코넛 등의 과일과 채소들을 함유한다. 하지만 몇 개의 제품들에는 라놀린, 우유, 계란, 꿀, 밀랍도 함유되어 있다. 이러한 다수의 상품들을 보존하는 데엔 파라벤이 쓰인다.
러쉬 제품들은 러쉬 직원들에게 ‘주방’이라고 불리는 공장에서 만들어진다. 이 ‘주방’은 도르셋주의 풀을 포함한 캐나다의 토론토, 온타리오, 크로아티아의 자그레브, 독일의 뒤셀도르프, 캐나다의 브리티시 컬럼비아와 밴쿠버 등 전 세계에 위치한다. 러쉬는 검은색 통에 판매되는 제품의 실제 크리에이터가 그려져 있는 스티커를 붙임으로써 상표를 표시한다. 이 독특한 상표는 재활용 가능한 폴리 프로필렌 플라스틱 통에 붙여진다. 또한 러쉬는 고객에게 다 쓴 빈 통을 재활용할 수 있는 방법을 제공한다. 제품을 다 쓰고 남은 검은색 빈 통을 매장으로 가져오는 식인데, 총 5 번개의 빈 통이 모아지면 무료로 신선한 페이스 마스크 (Fresh Face Mask)를 제공한다. 대부분의 러쉬 제품은 실온에 보관되어야 하지만 예외로 신선한 페이스 마스크는 방부제가 없고 주재료가 청과물로 이루어져 있어서 냉장보관이 필요하다. 러쉬는 일반적으로 4 ~ 5 개월 이상 된 제품을 판매하지 않으며 대부분의 제품은 특정 품목에 따라 약 14 개월의 유효 기간을 가진다.
매장 내 카탈로그(소책자)는 이전에 Lush Times로 제목이 붙여졌으며 신문 스타일 형식으로 제작되었다.

## 윤리와 캠페인
매장 내 카탈로그(소책자)는 이전에 Lush Times로 제목이 붙여졌으며 신문 스타일 형식으로 제작되었다무성한 구입하지 않는 회사에서 수행하는,기금 또는위원회가 모든 동물을 테스트한다. 그들은 그들의 제품을 테스트에서는 인간의 자원봉사하기 전에 그들은 판매를 공개한다. 무성한도 단계적으로 그 사용의 나트륨 팜 kernelate,종종에서 파생된 나무 자연 서식지에서의 오랑우탄 및 가정의 열대 숲으로 전반적인 멸종 위기에 처한 생물 다양성이다. 2008년부터 모든 무성한 비누 만들었습으로 손바닥 무료 비누,그리고 그들은 이후 모든 흔적을 제거하의 팜 오일에서는 제품이다.
러쉬는 2007년 'Charity Pot' 캠페인을 시작했다. 'Charity Pot'은 방부제가 첨가되지 않은 제조방식으로 만들어지고 일랑 일랑과 로즈 우드 오일의 섬세한 플로랄 향수가 함유 된 핸드 & 바디 로션이다. 러쉬는 온라인, 오프라인에서 판매된 모든 'Charity Pot' 수입을 환경 보전, 동물 복지 및 인권 분야에서 일하는 조그만 풀뿌리 단체에 기부한다. 러쉬는 2007년 Charity Pot 프로그램을 시작한 이래 42 개국에 850 개가 넘는 풀뿌리 자선 단체에 10,000,000 달러 이상을 기부했다.
러쉬는 집적 행동과 씨셰퍼드(고래, 물개 등의 수생동물을 보호하기 위해 일하는집단)를 포함한 동물권단체들을 지지한다.
2007년도에 러쉬는 로드블락(Road Block) 및 ‘NoM1Widening’, ‘Hacan Clear Skies’ (반 항공 단체), Dump the Dump (소각로에 맞서는 단체)와 같은 도로 시위 그룹 등 10여개 캠페인 그룹에게 각각 1000 파운드 수표를 보내면서 이들을 공개적으로 지원하기 시작했다.
2011년에 이스라엘의 압력단체 인 StandWithUs와 United With Israel UK는 OneWorld(원월드)의 Freedom for Palestine 발매를 홍보하려는 러쉬에 대응해, 소비자들이 러쉬 제품을 이용하지 못하도록 캠페인을 시작했다.
2013년부터 러쉬의 'Charity Pot'은 관타나모 억류자 셰이커 에이머를 영국에 파견하기 위한 캠페인을 포함되었는데, 현재 사우디 아라비아로의 석방만이 가능하다.
Lush Cosmetics는 2014년에 자선 단체에 380 만 파운드를 기부했다.
2014년 Lush는 최초로 쟂빛개구리매의 날( Hen Harrier Day)를 지지했으며, 영국의 모든 러쉬 매장은 고지대 뇌조사냥터에 있는 쟂빛개구리매의 불법 박해를 강조한다. 러쉬는 쟂빛개구리(Hen Harrier) 배쓰밤을 출시하여 육식조의 위성 태깅을 지원했다.
2015년 여름 러쉬는 "GayIsOK"비누의 전세계 판매에서 £ 275,000 (425,000 달러)를 LBGTI 캠페인 그룹에 지원했다.
2016년에 Lush는 시리아 난민들을 지원할 기금으로 "우정의 손"(hands of friendship) 비누의 판매로 £ 246,000 ($ 300,000)을 모금했다.

## 비판
2014년, 영국 신문 데일리 메일 (Daily Mail)은 Lush and Body Shop이 2013년에 시행된 EU 전역의 동물실험 금지에도 불구하고 여전히 영국에서 판매되고 있는 일부 화장품이 여전히 동물 실험을 통해 만들어졌다는 것을 암시한다고 비난했다.
이듬해에는 신제품 인 라벤더 힐 몹 (Lavender Hill Mob)을 출시했을 때 무감각하다는 이유로 비난 받았다.2011년 런던 폭동에 영감을 받은 인센스(방향제)로, 불타는 건물의 그림이 그려져 있는 것이 특징이다. 이 그림은 러쉬의 새 제품이 2011년에 일어난 런던 폭동사건을 이용한다는 비판을 야기했다.
이에 러쉬는 라벤더 힐이 약탈자와 폭동자들의 대상이 된 것은 맞지만 러쉬의 의도는  "공동사회의 중요성"을 강조하고 "우리에게있어서, 우리의 제품은 단순히 돈을 버는 목적이 아니라, 예술이며, 표현의 형식이다. 대화와 관계를 가질 수있는 도구이며 우리의 삶에 영향을 미치는 것은 무엇이던 간에 우리 제품에 일반적으로 영향을 미친다."라고 의사 표현을 했다.